# حیوانات خانگی دیجیتال
حیوان خانگی مجازی (به اسم‌های حیوان خانگی دیجیتال، حیوان خانگی مصنوعی یا شبیه‌سازی بزرگ کردن حیوان خانگی نیز شناخته می‌شود) نوعی همراه (دوست) مصنوعی انسانی هستند. معمولاً برای دوستی یا لذت، نگهداری می‌شوند، زیرا افراد ممکن است ترجیح دهند به جای یک حیوان خانگی واقعی، حیوان خانگی دیجیتال نگه دارند.
حیوان‌های خانگی دیجیتال هیچ شکل فیزیکی مشخصی ندارند به جز سخت‌افزاری که بر روی آن اجرا می‌شوند. تعامل با حیوانات خانگی مجازی ممکن است به دلیل هدفی مشخص باشد یا نباشد. اگر هدف داشته باشد، کاربر باید تا حد ممکن آن را زنده نگه دارد و اغلب به آن کمک کند تا به فرم‌های برتری رشد کند. نگه داشتن حیوان خانگی زنده و در حال رشد اغلب نیاز به تغذیه، آراستن و بازی با حیوان خانگی دارد. برخی از حیوانات خانگی دیجیتال برای زنده ماندن به بیش از غذا نیاز دارند. تعامل‌های روزانه به شکل بازی‌ها، نوازش مجازی، ابراز عشق و توجه می‌تواند به حفظ خوشحالی و سلامت حیوان خانگی مجازی شما کمک کند.
حیوانات خانگی دیجیتال همچنین می‌تواند شبیه‌سازی از حیوانات واقعی باشد. مانند سری بازی Petz، یا حیوانات خیالی، مانند سری‌های Tamagotchi یا Digimon. برخلاف شبیه‌سازی‌های بیولوژیکی، حیوان خانگی معمولاً تولید مثل نمی‌کند

## انواع

### مبتنی بر وبسایت
سایت‌های حیوان خانگی مجازی معمولاً برای همه کسانی که ثبت‌نام می‌کنند رایگان هستند. این سایت‌ها از طریق مرورگرهای وب قابل دسترسی هستند و اغلب شامل یک جامعه مجازی می‌شوند، مانند Neopia در Neopets. در این دنیاها، کاربر می‌تواند بازی‌هایی انجام دهد تا پول مجازی کسب کند که معمولاً برای خرید اقلام و غذا برای حیوان خانگی استفاده می‌شود. یکی از شاخه‌های بزرگ بازی‌های حیوان خانگی مجازی، بازی‌های شبیه‌سازی اسب است.
بعضی از سایت‌ها حیوان‌های خانگی به واگذار می‌کنند تا آن‌ها را تا آن‌ها را بر روی یک صفحه وب قرار داده و از آن‌ها برای ایفای نقش (رول پلی) در یک چت روم استفاده می‌کنند. این سایت‌ها اغلب از کاربران می‌خواهند که یک صفحه آماده برای حیوان خانگی خود داشته باشند. گاهی اوقات این سایت‌ها یک سیستم برای تولید مثل حیوانات خانگی و سپس واگذاری آنها به دیگران دارند.

### مبتنی بر نرم‌افزار
عداد زیادی از بازی‌های رایانه ای وجو دارد که روی مواظبت کردن، بزرگ کردن، تولید مثل یا شبیه‌سازی حیوانات خانگی تمرکز دارند. از آنجایی که قدرت محاسباتی بیشتر حیوانات خانگی دیجیتال مبتنی بر صفحات وب یا دستگاه‌ها است. این بازی‌ها معمولاً قادر به دستیابی به سطح بالاتری از جلوه‌های بصری و برقراری ارتباط هستند. شبیه‌سازی‌های پرورش حیوانات معمولاً فاقد شرایط پیروزی یا چالش هستند و می‌توان آنها را در دسته اسباب‌بازی‌های نرم‌افزاری طبقه‌بندی کرد
حیوانات خانگی ممکن است قادر به یادگیری انجام انواع وظیفه‌هایی باشند. «این ویژگی هوش زیاد، حیوانات مصنوعی را از سایر انواع زندگی مصنوعی متمایز می‌کند، جایی که هر یک دارای قوانین ساده‌ای هستند اما جمعیت به طور کلی ویژگی‌های ظهور یافته را توسعه می‌دهد». برای حیوانات خانگی مصنوعی، رفتارهای آنها معمولاً «برنامه‌ریزی شده‌اند و واقعاً ظهور یافته نیستند».
یک دوست صفحه (screen mate) یک حیوان خانگی مجازی قابل دانلود است که یک انیمیشن کوچک ایجاد می‌کند که به صورت غیرقابل پیش‌بینی در دسکتاپ کامپیوتر و بر روی صفحات باز حرکت می‌کند. هر حیوان خانگی یک انیمیشن کوچک از یک حیوان (مانند گوسفند یا قورباغه، یا در برخی موارد انسان یا درپوش بطری) است که می‌توان با کلیک کردن یا کشیدن با آن تعامل داشت، که حیوان را مانند بلند کردن آن، به بالا می‌برد. اکثر دوست‌های صفحه برای دانلود رایگان هستند و برای سرگرمی استفاده می‌شوند.

## تاریخچه
اولین حیوان خانگی مجازی مشهور یک گربه بود که نشانگر صفحه‌نمایش را دنبال می‌کرد و اسم آن نکو بود. در آن زمان، به او «حیوان خانگی دسکتاپ» گفته می‌شد زیرا اصطلاح «حیوان خانگی مجازی» هنوز وجود نداشت.
شرکت PF.Magic اولین حیوانات خانگی مجازی که به‌طور گسترده محبوب شدند را در سال ۱۹۹۵ با Dogz عرضه کرد، و سپس در بهار ۱۹۹۶ با Catz ادامه داد که در نهایت به یک مجموعه به نام Petz تبدیل شد. حیوانات خانگی دیجیتال با معرفی Tamagotchi و Digimon در سال‌های ۱۹۹۶ و ۱۹۹۷ بیشتر محبوب شدند.
حیوان‌های خانگی مثل تاماگوتچی یا دیگیمون در اواخر دهه ۱۹۹۰ در ژاپن، ایالات متحده و بریتانیا به شدت محبوب بودند. امروزه، حیوانات خانگی دیجیتالی وجود دارند که بدنه‌های رباتیک و فیزیکی دارند و به عنوان Ludobots یا ربات‌های سرگرمی شناخته می‌شوند.
اواخر دهه ۱۹۹۰ تا اوایل دهه ۲۰۰۰، حیوانات خانگی مجازی که به عنوان نمادهای رسمی وب‌سایت‌های شخصی تخصص داشتند و به نام "حیوانات سایبری" (یا "cyberpets") شناخته می‌شدند، به ویژه در وب‌سایت‌هایی که با GeoCities, Tripod یا Angelfire میزبانی می‌شدند، دیده می‌شدند. همچنین صفحات وبی وجود داشتند که به کاربران اجازه می‌دادند حیوانات سایبری را برای وب‌سایت‌های خود "به سرپرستی بگیرند ".

## جنجال‌ها
محبوبیت زیاد حیوان خانگی در آمریکا و نیاز مداوم به توجه به حیوان خانگی باعث شد، ورود آن‌ها به سراسر مدارس کشور ممنوع شود. حرکتی که کاهش محبوبیت حیوان خانگی مجازی را سریع تر کرد.
جلد مجله Mad شماره ۳۶۲ معمولی، اکتبر ۱۹۹۷، اسلحه ای را نشان می‌دهد که به سمت حیوان خانگی مجازی با صورت آلفرد ای. نیومن و خط "اگر این مجله را نخرید، این حیوان خانگی مجازی را می‌کشیم!" تصویرگری شده توسط مارک فردریکسون به وجود آمد. و از جلد شماره ژانویه 1973 National Lampoon را که اسلحه ای را به تصویر می‌کشید که روی سر یک سگ واقعی نگه داشته شده است و این جمله "اگر این مجله را نخرید، ما این سگ را خواهیم کشت." تقلید کرده بود.

### ارتباط با حیوانات خانگی دیجیتال
تحقیق‌هایی در رابطه با ارتباط بین حیوان خانگی دیجیتال و صاحبان آن‌ها و تأثیر آن‌ها بر احساسات مردم انجام گرفته برای مثال Furby بر روی طرز فکر مردم دربارهٔ هویت خود آن‌ها تأثیر گذاشت و بسیاری از کودکان معتقد بودند Furby به صورت مخصوص خود زنده است

## ویژگی‌های مشترک
ویژگی‌های مشترک زیادی بین حیوانات خانگی دیجیتال مختلف وجود دارد، برخی از آنها برای ایجاد حس واقعی بودن به کاربر (مانند پاسخ دادن حیوان خانگی به "لمس") و برخی برای افزایش قابلیت بازی (مانند آموزش) استفاده می‌شوند.

### ارتباطات
با فناوری پیشرفته بازی‌های ویدیویی، اکثر حیوانات خانگی دیجیتال مدرن برخلاف گذشته با یک جعبه پیام یا نمادی برای نمایش متغیر داخلی، وضعیت سلامت یا احساسات حیوان خانگی مانند نسل‌های قبلی (مانند تاماگوچی) نشان نمی‌دهند. درعوض، کاربران فقط می‌توانند حیوان خانگی را با تفسیر اعمال، زبان بدن، حالات صورت و غیره درک کنند. این امر به طبیعی جلوه دادن رفتار حیوان خانگی و دوری از احساس حساب شده بودن کمک می‌کند و رابطه احساسی بین کاربر و حیوان دیجیتال را تقویت می‌کند.

### احساس واقعی بودن
برای به وجود آوردن حس واقعی بودن به کاربر حیوانات خانگی مجازی دارای مقدار مشخص و خاصی استقلال و غیرمنتظره بودن هست. کاربر می‌تواند با حیوان خانگی ارتباط برقرار کند و این فرایند باعث شخصی‌سازی باعث متمایز شدن حیوان می‌شود شخصی‌سازی احساس مسئولیت حیوان خانگی را نسبت به کاربر افزایش می‌دهد. به عنوان مثال، اگر یک تاماگوچی برای مدت طولانی بدون مراقبت باشد، «می‌میرد».

### تعامل
برای افزایش وابستگی شخصی کاربر به حیوان خانگی، حیوان خانگی با کاربر ارتباط برقرار می‌کند. این تعامل را می‌توان به دو دسته کوتاه مدت و بلند مدت طبقه‌بندی کرد.
تعامل کوتاه مدت شامل ارتباط مستقیم یا اقدام به واکنش حیوان خانگی است. مثال: «لمس» یک حیوان خانگی با نشانگر ماوس و حیوان خانگی پاسخ مستقیم به «لمس» می‌دهد.
تعامل طولانی مدت شامل اقداماتی است که بر روی رشد، رفتار یا طول عمر حیوان خانگی تأثیر می‌گذارد. به عنوان مثال، آموزش یک حیوان خانگی ممکن است تأثیر خوبی بر رفتار حیوان خانگی داشته باشد. ارتباط طولانی مدت برای درک واقعیت بسیار مهم است زیرا کاربر فکر می‌کند که تأثیر پایداری بر حیوان خانگی دارد.
هر دو نوع ارتباط اغلب با هم ترکیب می‌شوند. آموزش (ارتباط بلند مدت) ممکن است از طریق ادامه ارتباط مدت کوتاه اتفاق بیفتد. به‌طور مشابه، بازی با حیوان خانگی (تعامل کوتاه مدت) ممکن است در صورت ادامه در دراز مدت، حیوان خانگی را خوشبین تر کند.

### نمونه ای از امکانات رایج
1. به صدا زدن پاسخ می‌دهد
2. به لمس شدن پاسخ می‌دهد
3. تربیت و آموزش حیوان خانگی
4. لوازم یا اسباب بازی‌های حیوان خانگی
5. حیوان خانگی آراستن و لباس پوشاندن
6. رقابت و آزمایش‌هایی بین حیوانات خانگی دیگر
7. ملاقات کرد با حیوانات خانگی دیگر
8. شکایت کردن حیوان خانگی زمانی که حیوان خانگی نیاز به مراقبت دارد

1. ↑  "Virtual pet". Wikipedia (به انگلیسی). 2024-04-26.